# Jełań
Jełań – osiedle typu miejskiego w Rosji, w obwodzie wołgogradzkim. W 2010 roku liczyło 14 833 mieszkańców.